# Euclídes de Angulo
Diego Euclídes de Angulo Lemos (12 de novembro de 1841 em Popayán - 14 de fevereiro de 1917 em Funza foi um soldado e advogado colombiano que mais tarde ingressou na política e tornou-se presidente da Colômbia em 1908.